# Duvetin
Duvetin är ett tyg tillverkat av både bomull och ull med lugg av schappesilke. Tyget ruggas på rätsidan och blir därigenom luddigt.